# Aldebert de Chambrun
Aldebert de Chambrun, de son nom complet Jacques Aldebert Pineton de Chambrun, est un général et homme d'affaires français né le 23 juillet 1872 à Washington (États-Unis) et mort à Paris le 22 avril 1962.

## Biographie
Fils d'Adolphe de Chambrun (1831-1891), conseiller judiciaire à l’ambassade de France aux États-Unis, puis avocat à New York, et de Marie Henriette Hélène Marthe Tircuy de Corcelle (6 juin 1832 Paris - 17 novembre 1902  Paris), fille de Francisque de Corcelle et Mélanie de Lasteyrie du Saillant, elle-même petite-fille de La Fayette, il est le troisième enfant d'une fratrie de quatre.
En 1892 après avoir passé sa jeunesse aux États-Unis, Aldebert de Chambrun s’engage comme canonnier de 2e classe au 20e régiment d'artillerie de Poitiers. Il est promu le 18 mai 1893 brigadier fourrier. En 1896, il est reçu à l’École d’artillerie et du génie de Versailles.
À sa sortie de l’école, sur les conseils de son beau-frère Pierre Savorgnan de Brazza, il choisit le 2e régiment d'artillerie de marine. 
En 1898-1899 il participe à la mission Foureau-Lamy. Il est blessé lors de l'affrontement final avec Rabah à Kousséri dans lequel le commandant Lamy est tué. À son retour, le Président Émile Loubet le décore des insignes de chevalier de la Légion d'honneur.
Il épouse le 19 février 1901 à Cincinnati Clara Longworth, qui avait été témoin au mariage de son frère Pierre de Chambrun avec Margaret Rives Nichols, cousine de l'épousée. Clara Longworth est la sœur de Nicholas Longworth (1869-1931), membre éminent du parti républicain, mari d'Alice Roosevelt, fille de Theodore Roosevelt ; Nicholas est speaker (président) de 1925 à 1931 de la Chambre des représentants des États-Unis. Clara Longworth est spécialiste de Shakespeare, docteur de la Sorbonne en 1921 et docteur honoris causa de Xavier University de Cincinnati. En 1926 elle reçoit le prix Bordin de l'Académie française et est faite chevalier de la Légion d'honneur en 1928. 
Le couple a deux enfants : 
- Suzanne (1902-1921)
- René Adalbert (1906-2002), époux de Josée Laval (fille de Pierre Laval).

Capitaine en 1901, il est affecté à l'École de guerre en 1904, puis est nommé en 1908 attaché militaire à Washington. Il effectue plusieurs missions au Mexique. Le président William Howard Taft, successeur de Roosevelt, est un intime du couple. Il sera le parrain de leur fils René.
En octobre 1913, il est affecté, après avoir été promu commandant, au 40e régiment d'artillerie à Saint-Mihiel.
Il fait toute la campagne de la Marne, de Verdun et de la Somme. Il est promu officier de la légion d’honneur le 3 mai 1916 et cité à l’ordre de l’armée 23 mai 1916 par Philippe Pétain.
Le 13 juin 1917, cent soixante dix-sept Américains, dont John Pershing, commandant en chef du corps expéditionnaire, et le lieutenant Patton, débarquent à Boulogne-sur-Mer. Aldebert de Chambrun fait partie de la délégation qui les accueille.
Il est promu colonel le 24 mai 1919.
En mars 1920, il est nommé commandant de l’artillerie au Maroc, à la demande du maréchal Lyautey, il participe aux campagnes de pacification pendant la Guerre du Rif sous les ordres de Pétain y compris la capture d'Abd el-Krim.
Il devient général de brigade le 24 décembre 1923, puis général de division le 17 septembre 1927.
En 1929, il est commandant supérieur des troupes en Tunisie.
En 1931, il accompagne aux États-Unis le maréchal Pétain, venu représenter la France au 150e anniversaire de la bataille de Yorktown.
En septembre 1932, il est commandant du corps d’armée de Bordeaux (18e Région militaire).
En octobre 1933, il remplace le maréchal Pétain au congrès des Anciens combattants américains et remet avec l’ambassadeur de France le sabre d’honneur, destiné à George Washington à l'époque de sa mort, au Président Franklin Delano Roosevelt, qui est un grand cousin de sa belle-sœur Alice Roosevelt femme de Nicholas Longworth.
Placé dans la section de réserve le 23 juillet 1934 il devient président de la National City Bank de New-York à Paris. Il sera également président des cristalleries de Baccarat, qui avaient appartenu à son grand-oncle Joseph Dominique Aldebert de Chambrun et dont il avait hérité d'une partie du capital.
En 1939, il est chargé par Daladier d’aller négocier avec Roosevelt l’achat de matériel de guerre cash and carry.
Pendant l’Occupation il protège l’Hôpital américain de Paris dont il a reçu la direction, et sa femme Clara s'occupe de la Bibliothèque américaine de la rue de Téhéran. Clara a traduit la pièce de Shakespeare le Roi Jean qui est jouée pendant les saisons 1943-1944 au Théâtre de l'Odéon.
À la Libération, il est arrêté avec sa femme par des Francs-tireurs et partisans ; ils sont libérés le 11 septembre 1944, sur instruction du gouvernement provisoire.

## Décorations
- Grand officier de la Légion d'honneur (1931) ; commandeur en 1924 ;
- Croix de guerre 1914–1918 avec trois palmes et quatre étoiles d’argent ;
- Army Distinguished Service Medal[2].

## Œuvres
- Général Aldebert de Chambrun
  - Brazza, Paris, Plon, 1930, prix Marcelin Guérin de l'Académie française en 1931
  - L'Armée américaine dans le conflit européen, Paris, Payot, 1919, (en collaboration avec Charles-Constant-Marie de Marenches), prix Halphen de l’Académie française en 1920

- Clara Chambrun Longworth
  - La nouvelle Desdémone, Paris, BE, 1925.
  - Shakespeare retrouvé, sa vie, son œuvre, Paris, Plon, 1926.
  - Shakespeare acteur-poète, Paris, 1926.
  - Le roman d'un homme d'affaires, Paris, Plon.
  - Deux bagues au doigt, Paris, Plon, 1930.
  - Hamlet, traduction de la pièce de Shakespeare, Éditions Sfelt, 1930.
  - Le miracle de Sidna Aïssa, 10 illustrations lithographiques de Genicot, Paris, Chez l'Artiste, 1930.
  - Sans jeter l'ancre (1873-1948), Paris, Plon, 1953.
  - Mon grand ami Shakespeare. Souvenirs de John Lacy, Comédien du Roi, reconstitués par L. Chambrun. Préface d'André Maurois.
  - Le Grand Will, drame historique en 3 actes, avec Constantin-Weyer, Paris, Éditions de la Nouvelle-France, 1945.
  - Shadows Lengthen, the Story of My Life, New York, C. Scribner's Sons, 1949.